# Ikkō-shu
L'Ikkō-shū (一向宗) o "l'Escola de la ment única" sol ser considerada com un petita branca militar descendent del budisme Jōdo Shinshū, tot i que el seu nom té una història complexa.
Originalment, l'Ikkō-shū era una "banda obscura de seguidors de la Terra Pura" fundada per Ikkō Shunjō en el segle xv. Va ser deixeble de Ryōchū de la branca Chinzei del budisme Jōdo-shū i similar al Ji-shū d'Ippen. No obstant això, quan l'establishment polític, religiós i militar va començar a contrarestar el Nembutsu, no es va fer massa distinció entre les diverses faccions. Per aquest motiu, la major part dels seguidors de Ikkō Shunjo van ser considerats de la mateixa manera que els poderosos Jōdo Shinshū i el nom Ikkō-shū es va acabar convertint en sinònim de Jōdo Shinshū.:110-111
Rennyo, el carismàtic líder de la branca Hongan-ji de Jōdo Shinshū va respondre a aquesta situació aclarint el significat religiós positiu de "Ikkō" (amb una ment) alhora que es distanciava de l'antimonisme de la secta Ikkō original. Per tant, en les seves cartes pastorals, conegudes com a Ofumi o Gobunsho, va escriure; «S'ha establert amb certesa que el nostre fundador no va nomenar especialment la nostra escola com a" Ikkō-shū ". En general, el motiu pel qual la gent ens anomena així és que posem la nostra confiança de manera exclusiva, en Amida Buda (...) No obstant això, el Fundador ha nomenat específicament aquesta secta" Jōdo Shinshū ". Per tant, heu d'entendre que la nostra secta no es posà, de cap manera el nom de la "Secta de la ment única".»

## Revoltes Ikkō-ikki
El moviment pietós d'Amida i, en particular, el Jōdo Shinshū, també van proporcionar una teologia de l'alliberament (o base ideològica) per a una onada de revoltes contra el sistema feudal japonès a finals del segle xv, que es coneixen com a les revoltes Ikkō-ikki. Les causes d'aquest fenomen es disputen, però pot haver tingut causes tant religioses com sociopolítiques.
Com a conseqüència de les revoltes Ikkō-ikki i el creixent poder dels Jōdo Shinshū, els temples fortalesa de la secta Ishiyama Hongan-ji i Nagashima (construïts al final del segle XV) van ser destruïts pels exèrcits d'Oda Nobunaga. La fortalesa a Nagashima va ser arrasada fins als fonaments l'any 1574 i s'hi capturaren unes 20.000 persones. El Ishiyama Hongan-ji va resistir el  setge més llarg de la història japonesa, abans de rendir-se el 1580. A les seves ruïnes, Toyotomi Hideyoshi va construir el castell d'Osaka, una rèplica del qual es troba en el mateix lloc a dia d'avui. Després de la destrucció de Nagashima, Nobunaga va ordenar als seus homes buscar per totes les províncies Echizen i matar a tots els homes i dones de l'anomenada secta Ikko. Per aquest motiu, molts budistes Ikkō-shū van passar a la clandestinitat, formant el kakure nenbutsu .